# Myrmecia desertorum
Myrmecia desertorum är en myrart som beskrevs av Wheeler 1915. Myrmecia desertorum ingår i släktet bulldoggsmyror, och familjen myror. Inga underarter finns listade i Catalogue of Life.